# Michael Köhler
Michael Köhler (Zwickau, 26 febbraio 1944) è un ex slittinista tedesco orientale.
Dopo la riunificazione della Germania (1990), acquisì la cittadinanza tedesca.
È fratello di Thomas, a sua volta ex slittinista di alto livello.

## Biografia
Gareggiò prevalentemente nel doppio. Iniziò in coppia con Wolfgang Scheidel e successivamente prese il posto del fratello come partner di Klaus-Michael Bonsack, con il quale aveva conquistato l'oro a Grenoble 1968 e che dopo quell'edizione dei Giochi si era ritirato.
Non prese parte ad alcuna edizione dei Giochi olimpici invernali, in compenso ai campionati mondiali ottenne una medaglia d'oro, una d'argento ed una di bronzo nel doppio, rispettivamente a Davos 1965, a Königssee 1970 ed a Königssee 1969.
Fu eletto membro della Volkskammer (Camera del Popolo) della Repubblica Democratica Tedesca, nel corso della quinta legislatura, e precisamente dal 1967 al 1971, nelle file della Libera Gioventù Tedesca (FDJ), l'organizzazione giovanile del Partito Socialista Unificato di Germania.

## Palmarès

### Mondiali
- 3 medaglie:
  - 1 oro (doppio a Davos 1965);
  - 1 argento (doppio a Königssee 1970);
  - 1 bronzo (doppio a Königssee 1969).